# Submarine Force Library and Museum
Le Submarine Force Library and Museum (Bibliothèque et Musée de la force sous-marine ) de l'United States Navy sont situés sur la rivière Thames Groton dans le Connecticut. C'est le seul musée sur les sous-marins géré exclusivement par la division du Naval History & Heritage Command de l'US Navy, ce qui en fait un dépôt pour de nombreux objets sous-marins spéciaux d'importance nationale, y compris l'USS Nautilus (SSN-571). Les visiteurs peuvent faire une visite audio autoguidée de 30 minutes du Nautilus.

## Historique
Le Chantier naval Electric Boat de Groton (EB) a créé le musée en 1955 en tant que Submarine Library. Il en a fait don à la Marine en 1964, et la Marine l'a déplacé à son emplacement actuel à côté de la Base navale de New London. Il a reçu son titre officiel en 1969. Le Connecticut Nautilus Committee a été formé en 1984 pour collecter des fonds pour un musée amélioré, dans l'espoir de convaincre l'US Navy de faire don de l'USS Nautilus. Une nouvelle installation de 1,300 m2 a été construite avec le financement de l'État, des particuliers et des entreprises, et a ouvert ses portes en 1986. À la fin de 1997, le Comité a commencé à planifier et à collecter des fonds pour une installation de 1,250 m2 en plus du bâtiment du musée. Cette nouvelle section a été officiellement ouverte au public le 28 avril 2000 pour le Centennial Celebration of the United States Submarine Force, selon le musée.

## Collection et expositions permanentes
Le musée possède 33.000 artefacts, dont l'USS Nautilus, le premier sous-marin à propulsion nucléaire au monde. Il avait été lancé en 1955 et mis hors service en 1980. Il a voyagé sous la calotte glaciaire polaire et a atteint le pôle Nord pendant la guerre froide.
Le musée abrite également une réplique de la Turtle de David Bushnell, construite en 1775 et le premier sous-marin utilisé au combat. D'autres objets exposés incluent des sous-marins miniatures de la Seconde Guerre mondiale, des périscopes fonctionnels, des pièces récupérées du sous-marin nucléaire USS NR-1, une salle de contrôle de sous-marin, des modèles de sous-marins dont l'Explorer, un des premiers sous-marins de recherche. Le kiosque de l'USS George Washington, le premier sous-marin nucléaire de missiles balistiques, est exposée à l'extérieur près de l'entrée principale.
Le musée possède également une bibliothèque avec environ 20.000 documents et 30.000 photos liés à l'histoire du développement sous-marin. La bibliothèque comprend également 6 000 livres liés au domaine de l'histoire des sous-marins, dont un texte de 1551 sur la récupération des sous-marins et un exemplaire de 1870 de Vingt Mille Lieues sous les mers de Jules Verne avec une maquette du Nautilus fictif. Les documents de la collection comprennent des notes et des calculs de John Philip Holland pour le premier sous-marin commandé par la Marine, des artefacts uniques de la Première Guerre mondiale et de la Seconde Guerre mondiale, et les collections de la bibliothèque de sous-marins d'Electric Boat Corporation et de la Marine.

## Galerie
|                               |
| Réplique du Bushnell's Turtle |

|                                   |
| HA-8 sous-marin de poche japonais |

|              |
| USS Nautilus |

|         |
| USS X-1 |

|                                  |
| Kiosque du USS George Washington |

|                         |
| Torpille humaine Maiale |